# Lacie Heart
Lacie Heart (Santa Bárbara, California; 22 de agosto de 1986) es una actriz pornográfica estadounidense.

## Biografía
Lacie Heart creció en un rancho en San Luis Obispo, California, y estudió ballet en su infancia. A los 19 años de edad era estríper en un club de amateurs.
Heart bailaba en un club de estriptis de Canoga Park a la edad de 19 años como hobby. Mientras estuvo allí fue reclutada y posteriormente se reunió con el agente Derek Hay de LA Direct Models, en agosto de 2005. Su primera aparición en cámara fue en una escena de Fantasy Wash con Jack Venice, quien la había presentado en el negocio de cine para adultos. Firmó un contrato con Vivid en enero de 2006 y estuvo con ellos durante casi un año.
Heart aparecía como intérprete o actriz secundaria junto a Scott Nails en una fiesta cerca de un mes después de haber entrado en el negocio. Se convirtieron en pareja poco después. Heart abandonó Vivid argumentando que solo deseaba trabajar ante la cámara con Nails; en Vivid solo actuó en escenas lésbicas, y no les importaba que Heart hubiese firmado para trabajar exclusivamente con un chico. En diciembre de 2006, Lacie firmó con Digital Playground.
En junio de 2007, Heart se instaló en Arizona, viajando a Los Ángeles para filmar. Cuando se le preguntó por qué no residía en Los Ángeles, respondió: "creo que hay demasiada gente, y no me gusta el tráfico". Ella ha declarado que tiene planes de seguir haciendo películas para adultos, mientras estudia para convertirse en conservadora de museos.

## Premios
- 2007 Premios AVN nominada – Mejor Nueva Estrella[4]
- 2007 Premios AVN nominada – Mejor Escena de Sexo Oral – Video – Roughed Up con Anton Michael[4]